# Temple block
I temple block sono strumenti musicali formati da blocchi di legno cavo e vengono usati per produrre incisive figurazioni ritmiche, particolarmente in Cina, Giappone e Corea nel corso di cerimonie ed eventi religiosi.
Gli esemplari cinesi si chiamano muyù, quelli giapponesi mokugyo. Il nome (in caratteri cinesi: 木魚) in entrambi i casi significa "pesce di legno". Si suonano tenendoli sia in mano sia poggiati su un pezzo di stoffa.
I temple block sono simili, nella struttura e nell'uso, ai woodblock.